# Oberrohrbach (Gemeinde Leobendorf)
Oberrohrbach ist eine Ortschaft und eine Katastralgemeinde der Gemeinde Leobendorf im Bezirk Korneuburg in Niederösterreich. Die Ortschaft hat 886 Einwohner (Stand 1. Jänner 2024). Bis Ende 1971 war Oberrohrbach eine eigenständige Gemeinde.

## Geografie
Durch den Ort fließt der Rohrbach, der nördlich des Ortes im Rohrwald entspringt. Oberrohrbach erstreckt sich längs des Rohrbaches, wobei der Ort im Norden bis in den Rohrwald ragt und sich im Süden als Haufendorf ausgebreitet hat.

## Geschichte
Laut Adressbuch von Österreich waren im Jahr 1938 in der Ortsgemeinde Oberrohrbach ein Bäcker, zwei Brunnenbauer, zwei Fleischer, ein Friseur, drei Gastwirte, vier Gemischtwarenhändler, ein Handelsvertreter, ein Küchengerätehändler, ein Landesproduktehändler, ein Marktfahrer, zwei Müller, zwei Sägewerke, ein Schlosser, ein Schmied, ein Schneider, vier Schuster, zwei Tischler, ein Wagner, ein Zimmermeister und einige Landwirte ansässig. Weiters betrieb der Verband der Krankenkassen am Gut Aichberghof eine Landwirtschaft und ein Erholungsheim.
Zum 1. Jänner 1972 erfolgte die Eingliederung der Gemeinde Oberrohrbach als Katastralgemeinde in die Gemeinde Leobendorf.
Die Filialkirche Vom Erbarmen Gottes in Oberrohrbach wurde 2007 bis 2008 nach Plänen von Schermann & Stolfa errichtet und von Kardinal Christoph Schönborn  am 28. September 2008 geweiht.

## Kultur und Sehenswürdigkeiten
- Die Filialkirche Oberrohrbach sowie die Florianikapelle und die ehemalige Notkirche stehen auf einer Anhöhe südöstlich über dem Ort.
- Goldenes Bründl, ein eingehauster Brunnen im Rohrwald neben einer beliebten Gaststätte.

## Wirtschaft und Infrastruktur

### Öffentliche Einrichtungen
- In Oberrohrbach befindet sich ein Kindergarten.[5]
- In Oberrohrbach befindet sich ebenfalls die Behindertenhilfe des Bezirkes Korneuburg
  - Diese bietet eine Tagesstätte und ein Wohnhaus für bis zu 32 Personen
- Im Ort befindet sich auch ein Stützpunkt der Caritas

## Persönlichkeiten
- Hieronymus Roth (Politiker, 1826) (1826–1897), Politiker, verbrachte hier seine letzten Lebensjahre
- Andreas Wojta (* 1971), Koch und Fernsehmoderator, lebt im Ort